# Basutoia brachyptera
Basutoia brachyptera är en insektsart som beskrevs av Rauno E. Linnavuori 1961. Basutoia brachyptera ingår i släktet Basutoia och familjen dvärgstritar. Inga underarter finns listade i Catalogue of Life.